# 국도 제58호선
국도 제58호선 (진해~청도선, 國道第五十八號 鎭海淸道線)은 경상남도 창원시 진해구 마천육교와 경상북도 청도군 매전면 매전삼거리를 연결하는 대한민국의 일반 국도이다.

## 연혁
- 2001년 8월 25일: '진해~청도선'으로 국도 제58호선을 새로 신설함.[1]
- 2008년 12월 30일: 생림~삼랑진간 도로(김해시 생림면 마사리~밀양시 삼랑진읍 삼랑리) 2.0 km 구간 임시 개통[2]
- 2009년 3월 9일: 김해~생림간 도로(김해시 삼계동~생림면 봉림리) 9.26 km 구간 확장 개통[3]
- 2010년 11월 17일: 생림~삼랑진간 도로(김해시 생림면 봉림리~생철리) 3.3 km 구간 확장 개통[4]
- 2012년 2월 15일: 창원시 진해구 소사동~김해시 삼계동 21.86 km 구간을 자동차 전용도로로 지정[5][6]
- 2018년 5월 18일: 소사~녹산간 도로 개통과 함께 웅동~장유간 도로(창원시 진해구 남양동~소사동 소사 교차로) 1.2 km 구간 임시 개통[7]
- 2018년 5월 30일: 웅동~장유간 도로(창원시 진해구 소사동 소사 교차로~김해시 장유동) 6.9 km 구간 조기 개통[8]
- 2018년 9월 18일: 밀양역~삼랑진간 도로(밀양시 삼랑진읍 청학리~가곡동) 4.26 km 구간 확장 개통[9] 및 기존 4.98 km 구간 폐지[10]
- 2019년 11월 29일: 웅동~장유간 도로(김해시 장유동~응달동) 1.16 km 구간 신설 개통[11]
- 2024년 10월 4일: 무계~삼계 도로(김해시 주촌면 천곡리~삼계동) 5.9 km 구간 신설 개통[12]

## 주요 경유지
경상남도
- 창원시 진해구 (남양동 · 소사동 · 대장동 · 마천동)

부산광역시
- 강서구 지사동

경상남도
- 김해시 (장유동 · 응달동 · 이동 · 명법동 · 풍유동 · 주촌면 · 삼계동 · 생림면) - 밀양시 (삼랑진읍 · 남포동 · 가곡동 · 상남면 · 부북면 · 상동면)

경상북도
- 청도군 (청도읍 · 매전면)

## 노선
- (■): 자동차 전용도로 구간

### 경상남도·부산광역시
| 이름             | 접속 노선                             | 소재지                                | 소재지                        | 비고                              |
| ---------------- | ------------------------------------- | ------------------------------------- | ----------------------------- | --------------------------------- |
| 공단 교차로      | 남영로 월남로                         | 창원시                                | 진해구                        | 시점                              |
| 웅동 교차로      | 국도 제2호선 국도 제77호선 (진해대로) | 창원시                                | 진해구                        |                                   |
| (교량 명칭 미상) |                                       | 창원시                                | 진해구                        |                                   |
| 소사 교차로      | 소사-녹산간 도로                      | 창원시                                | 진해구                        |                                   |
| (교량 명칭 미상) |                                       | 창원시                                | 진해구                        |                                   |
| 웅동터널         |                                       | 창원시                                | 진해구                        | 상행 연장 2,163m 하행 연장 2,170m |
| 웅동터널         |                                       | 부산광역시                            | 강서구                        | 상행 연장 2,163m 하행 연장 2,170m |
| 지사 교차로      | 과학산단로                            | 부산광역시                            | 강서구                        |                                   |
| 지사터널         |                                       | 부산광역시                            | 강서구                        | 연장 1,296m                       |
| 지사터널         |                                       | 김해시                                | 장유동                        | 연장 1,296m                       |
| 율하교           |                                       | 김해시                                | 장유동                        |                                   |
| 장유 교차로      | 율하로                                | 김해시                                | 장유동                        |                                   |
| 응달 교차로      | 장유로                                | 김해시                                | 장유동                        |                                   |
| 이동 교차로      | 지방도 제1020호선 (칠산로)            | 김해시                                | 칠산서부동                    | 미개통구간                        |
| 풍유 교차로      | 금관대로                              | 김해시                                | 명법동                        | 미개통구간                        |
| 농소 교차로      | 국도 제14호선 (동서대로)              | 김해시                                | 주촌면                        | 국도 제14호선과 중복              |
| 주촌 교차로      | 지방도 제1042호선 (서부로)            | 김해시                                | 주촌면                        | 국도 제14호선과 중복              |
| (이름 없음)      | 국도 제14호선 (동서대로)              | 김해시                                | 주촌면                        | 국도 제14호선과 중복              |
| 대리 교차로      |                                       | 김해시                                | 주촌면                        |                                   |
| 삼계터널         |                                       | 김해시                                | 주촌면                        | 연장 878 m                        |
| 삼계 교차로      | 생림대로                              | 김해시                                | 삼계동                        |                                   |
| 나밭고개사거리   | 나전로                                | 김해시                                | 생림면                        |                                   |
| 하라전 교차로    | 나전로249번길                         | 김해시                                | 생림면                        |                                   |
| 사촌삼거리       | 국가지원지방도 제60호선 (나전로)      | 김해시                                | 생림면                        | 국가지원지방도 제60호선과 중복    |
| 사촌 교차로      | 국가지원지방도 제60호선               | 김해시                                | 생림면                        | 미개통                            |
| 봉림 교차로      | 국가지원지방도 제60호선 (봉림로)      | 김해시                                | 생림면                        | 국가지원지방도 제60호선과 중복    |
| 봉림삼거리       | 봉림로                                | 김해시                                | 생림면                        |                                   |
| 생철 교차로      | 마사로                                | 김해시                                | 생림면                        |                                   |
| 마사 교차로      | 마사로                                | 김해시                                | 생림면                        |                                   |
| 삼랑진교         |                                       | 김해시                                | 생림면                        |                                   |
|                  | 밀양시                                | 삼랑진읍                              |                               |                                   |
| 삼랑진교 교차로  | 밀양시                                | 삼랑진읍                              | 지방도 제1022호선 (삼랑진로)  | 지방도 제1022호선과 중복          |
| 낙동강역         | 밀양시                                | 삼랑진읍                              |                               | 지방도 제1022호선과 중복          |
| 송진초등학교     | 밀양시                                | 삼랑진읍                              |                               | 지방도 제1022호선과 중복          |
| 송지사거리       | 밀양시                                | 삼랑진읍                              | 지방도 제1022호선 (천태로)    | 지방도 제1022호선과 중복          |
| 삼랑진 나들목    | 밀양시                                | 삼랑진읍                              | 55호선 중앙고속도로           |                                   |
| 미전삼거리       | 밀양시                                | 삼랑진읍                              | 상삼로                        |                                   |
| 새나루고개       | 밀양시                                | 삼랑진읍                              |                               |                                   |
| 용성교           | 밀양시                                | 삼랑진읍                              |                               |                                   |
| 청학 교차로      | 밀양시                                | 삼랑진읍                              | 삼랑진로 숭진석탑길           |                                   |
| 청학교 임천교    | 밀양시                                | 삼랑진읍                              |                               |                                   |
| 임천 교차로      | 밀양시                                | 삼랑진읍                              | 삼랑진로 부림들길             |                                   |
| 금곡1교          | 밀양시                                | 삼랑진읍                              |                               | 하행 전용 교량                    |
| 금곡터널         | 밀양시                                | 삼랑진읍                              |                               | 상행 연장 713m 하행 연장 678m     |
| 금곡터널         | 밀양시                                | 가곡동                                |                               | 상행 연장 713m 하행 연장 678m     |
| 남포터널         | 밀양시                                |                                       | 상행 연장 123m 하행 연장 100m |                                   |
| 남포1교          | 밀양시                                |                                       |                               |                                   |
| 남포 교차로      | 밀양시                                | 삼랑진로                              |                               |                                   |
| 멍에실입구       | 밀양시                                | 멍에실로                              |                               |                                   |
| 원곡지하차도     | 밀양시                                |                                       |                               |                                   |
| 밀양역           | 밀양시                                | 역앞광장로                            |                               |                                   |
| 가곡삼거리       | 밀양시                                | 중앙로                                |                               |                                   |
| 예림교           | 밀양시                                |                                       |                               |                                   |
| 예림사거리       | 밀양시                                | 국도 제25호선 (밀양대로) 양림간제방길 | 상남면                        | 국도 제25호선과 중복              |
| 마암 교차로      | 밀양시                                | 국도 제25호선 (밀양대로)              | 부북면                        | 국도 제25호선과 중복              |
| 사포 교차로      | 밀양시                                | 사포산단중앙로                        | 부북면                        |                                   |
| 전사포 교차로    | 밀양시                                | 사포중앙길 동암3길                    | 부북면                        |                                   |
| 후사포 교차로    | 밀양시                                | 예림서원로                            | 부북면                        |                                   |
| 송악 교차로      | 밀양시                                | 송포로                                | 부북면                        |                                   |
| 제대 교차로      | 밀양시                                | 지방도 제1080호선 (점필재로)          | 부북면                        |                                   |
| 운전 교차로      | 밀양시                                | 국도 제24호선 (창밀로)                | 부북면                        | 국도 제24호선과 중복              |
| 춘화육교         | 밀양시                                | 춘기3길                               | 부북면                        | 국도 제24호선과 중복              |
| 춘화삼거리       | 밀양시                                | 국도 제24호선 (창밀로)                | 부북면                        | 국도 제24호선과 중복              |
| 위양지           | 밀양시                                |                                       | 부북면                        |                                   |
| 말치고개         | 밀양시                                |                                       | 부북면                        | 미개통 구간                       |
| 말치고개         | 밀양시                                | 상동면                                |                               | 미개통 구간                       |
| 여수마을         | 밀양시                                |                                       | 1차선 구간                    |                                   |
| (옥산마을)       | 밀양시                                | 국도 제25호선 (새마을로)              | 국도 제25호선과 중복          |                                   |
| 옥산삼거리       | 밀양시                                | 국도 제25호선 (새마을로)              | 국도 제25호선과 중복          |                                   |
| 유천교           | 밀양시                                |                                       |                               |                                   |

- 공사구간 (2018년 완공 예정): 응달 교차로~이동 교차로~풍유 교차로~(미개통 구간: 농소2교 북단~주촌 교차로~대박교 남단)~대리 교차로~삼계 교차로

기존 구간 (2016년 이전 노선)
- 김해시 장유동 행정복지센터 사거리 - 대동1단지사거리(무계지하차도) - 외덕삼거리 - 서김해 나들목 - 외동사거리 - 동성아파트삼거리 - 축협삼거리 - 김해생명과학고등학교 - 생명과학고사거리 - 평전사거리 - 내동사거리 - 우암삼거리 - 칼삼거리 - 연지2교사거리 - 노인복지관사거리 - 김해신도시삼거리 - 조은금강병원사거리 - 동신아파트삼거리 - 삼계사거리 - 삼계정수장 - 나밭고개사거리

### 경상북도
| 이름         | 접속 노선              | 소재지 | 소재지 | 비고 |
| ------------ | ---------------------- | ------ | ------ | ---- |
| 유천교       |                        | 청도군 | 청도읍 |      |
| (이름 없음)  | 구촌2길 지전길         | 청도군 | 매전면 |      |
| 매전초등학교 |                        | 청도군 | 매전면 |      |
| 매전삼거리   | 국도 제20호선 (청려로) | 청도군 | 매전면 |      |

## 도로명
경상남도
- 창원시 진해구 마천육교~김해시 이동 이동 교차로: 웅장로
- 김해시 이동 이동 교차로~삼계동 삼계 교차로: 도로명 미정
- 김해시 삼계동 삼계 교차로~밀양시 삼랑진읍 삼랑진교 교차로: 생림대로
- 밀양시 삼랑진읍 삼랑진교 교차로~가곡동 원곡지하차도 동단: 삼랑진로
- 밀양시 가곡동 원곡지하차도 동단~가곡삼거리: 밀양시
- 밀양시 가곡동 가곡삼거리~상남면 예림사거리: 가곡7길
- 밀양시 상남면 예림사거리~부북면 마암 교차로: 밀양대로
- 밀양시 부북면 마암 교차로~운전 교차로: 사포로
- 밀양시 부북면 운전 교차로~춘화삼거리: 창밀로
- 밀양시 부북면 춘화삼거리~위양지: 위양로
- 밀양시 상동면 말치고개~(옥산마을): 여수길
- 밀양시 상동면 (옥산마을)~옥산삼거리: 새마을로
- 밀양시 상동면 옥산삼거리~유천교: 청매로

경상북도
- 청도군 청도읍 유천교~매전면 매전삼거리: 청매로

## 자동차 전용도로 구간
아래 구간은 국토교통부에서 지정한 자동차 전용도로 구간이므로 보행자, 자전거 등은 통행할 수 없다. 이륜자동차 (모터사이클 혹은 오토바이)는 긴급자동차 (싸이카 및 소방용 모터사이클 등)에 한해 통행이 가능하며, 그 밖의 이륜자동차와 경운기, 우마차, 트랙터, 손수레는 통행할 수 없다.
| 도로명                  | 시점                                       | 종점                                | 총연장 (km) | 차로수 | 지정일          |
| ----------------------- | ------------------------------------------ | ----------------------------------- | ----------- | ------ | --------------- |
| 웅장로 무계~삼계간 도로 | 경상남도 창원시 진해구 소사동(웅동 교차로) | 경상남도 김해시 삼계동(삼계 교차로) | 21.86       | 4      | 2012년 1월 25일 |